# Gus Kenworthy
Augustus Richard (Gus) Kenworthy (Chelmsford, 1 oktober 1991) is een Brits-Amerikaanse freestyleskiër. Hij is gespecialiseerd op de onderdelen halfpipe en slopestyle. Hij vertegenwoordigde de Verenigde Staten op de Olympische Winterspelen 2014 in Sotsji en die van 2018 in Pyeongchang.

## Carrière
Op de wereldkampioenschappen freestyleskiën 2011 in Deer Valley eindigde Kenworthy als tiende op het onderdeel slopestyle. Bij zijn wereldbekerdebuut, in december 2011 in Copper Mountain, scoorde de Amerikaan direct wereldbekerpunten. In maart 2012 behaalde hij in Mammoth zijn eerste toptienklassering in een wereldbekerwedstrijd. In februari 2013 stond Kenworthy in Sotsji voor de eerste maal in zijn carrière op het podium van een wereldbekerwedstrijd. In Voss nam de Amerikaan deel aan de wereldkampioenschappen freestyleskiën 2013, op dit toernooi eindigde hij als zesde op het onderdeel slopestyle. Tijdens de Olympische Winterspelen van 2014 in Sotsji veroverde hij de zilveren medaille op het onderdeel slopestyle.
Op 24 januari 2016 boekte Kenworthy in Mammoth Mountain zijn eerste wereldbekerzege. Op de wereldkampioenschappen freestyleskiën 2017 in de Spaanse Sierra Nevada sleepte de Amerikaan de zilveren medaille in de wacht op het onderdeel slopestyle, in de halfpipe eindigde hij op de tiende plaats. Tijdens de openingsceremonie van de Olympische Winterspelen 2018 in Zuid-Korea, presenteerden Gus Kenworthy en kunstschaatser Adam Rippon zich als de eerste openlijk homoseksuele deelnemers uit de Verenigde Staten. In Pyeongchang eindigde hij als twaalfde op het onderdeel slopestyle.
In december 2019 maakte Kenworthy bekend voortaan voor het Verenigd Koninkrijk te gaan skiën.

## Resultaten

### Olympische Winterspelen
| Jaar | Plaats      | Resultaten     |
| ---- | ----------- | -------------- |
| 2014 | Sotsji      | Slopestyle     |
| 2018 | Pyeongchang | 12e Slopestyle |

### Wereldkampioenschappen
| Jaar | Plaats        | Resultaten                |
| ---- | ------------- | ------------------------- |
| 2011 | Deer Valley   | 10e Slopestyle            |
| 2013 | Voss          | 6e Slopestyle             |
| 2017 | Sierra Nevada | 10e Halfpipe · Slopestyle |

### Wereldbeker
Eindklasseringen
| Seizoen   | Algm | HP     | SS  |
| --------- | ---- | ------ | --- |
| 2011/2012 | 57e  | 11e    | 13e |
| 2012/2013 | 29e  | 7e     | 50e |
| 2013/2014 | 19e  | 17e    | 8e  |
| 2014/2015 | 9e   | Zilver | 8e  |
| 2015/2016 | 54e  | 8e     | 45e |
| 2016/2017 | 62e  | 10e    | 18e |
| 2017/2018 | 103e | 21e    | –   |
| 2019/2020 | 61e  | 10e    | –   |

Wereldbekerzeges
| Datum            | Plaats           | Onderdeel |
| ---------------- | ---------------- | --------- |
| 24 januari 2016  | Mammoth Mountain | Halfpipe  |
| 14 februari 2020 | Calgary          | Halfpipe  |